# 252 (numero)
Duecentocinquantadue (252) è il numero naturale dopo il 251 e prima del 253.

## Proprietà matematiche
- È un numero pari.
- È un numero composto con 18 divisori: 1, 2, 3, 4, 6, 7, 9, 12, 14, 18, 21, 28, 36, 42, 63, 84, 126 e 252. Poiché la somma dei suoi divisori (escluso il numero stesso) è 476 > 252, è un numero abbondante.
- È un numero semiperfetto in quanto pari alla somma di alcuni (o tutti) i suoi divisori.
- È un numero 85-gonale.
- È un numero piramidale esagonale.
- È un numero rifattorizzabile, essendo divisibile per il numero dei suoi divisori.
- È un coefficiente binomiale centrale.
  - Compare nel triangolo di Tartaglia, al centro della decima riga.
  - È il numero di modi diversi in cui si possono ottenere cinque teste e cinque croci lanciando dieci volte una moneta.
  - È il più grande coefficiente binomiale centrale ad essere divisibile per tutti i coefficienti della potenza precedente (ossia per tutti i numeri della riga precedente del triangolo di Tarataglia).
- È un termine della successione di Mian-Chowla.
- È il terzo valore della funzione Tau di Ramanujan: τ(3)=252
- È un numero malvagio.
- Può essere espresso in tre modi diversi come differenza di due quadrati: 252=16²-2²=24²-18²=64²-62². Per essere espresso come somma di quadrati richiede invece quattro addendi, il massimo.
- È un numero di Harshad (in base 10), cioè è divisibile per la somma delle sue cifre.
- È un numero palindromo nel sistema di numerazione posizionale a base 5 (2002), nel sistema numerico decimale e nel sistema a base 20 (CC). In quest'ultima base è altresì un numero a cifra ripetuta.
- È la somma di sei numeri primi consecutivi: 31 + 37 + 41 + 43 + 47 + 53  = 252.
- È esprimibile come somma di due numeri palindromi (121 + 131).
- È parte delle terne pitagoriche (39, 252, 255), (64, 252, 260), (105, 252, 273), (115, 252, 277), (189, 252, 315), (240, 252, 348), (252, 275, 373), (252, 336, 420), (252, 405, 477), (252, 539, 595), (252, 561, 615), (252, 735, 777), (252, 864, 900), (252, 1120, 1148), (252, 1311, 1335), (252, 1755, 1773), (252, 2261, 2275), (252, 2640, 2652), (252, 3965, 3973), (252, 5289, 5295), (252, 7936, 7940), (252, 15875, 15877).
- È un numero pratico.
- È un numero congruente.

## Astronomia
- 252P/LINEAR è una cometa periodica del sistema solare.
- 252 Clementina è un asteroide della fascia principale del sistema solare.
- NGC 252 è una galassia lenticolare della costellazione di Andromeda.

## Astronautica
- Cosmos 252 è un satellite artificiale russo.

## Altri ambiti
- L'additivo alimentare E252 è il conservante nitrato di potassio.
- +252 è il prefisso telefonico internazionale della Somalia.